# Bahnstrecke Villefranche-sur-Cher–Blois
| Bahnhof Villefranche-sur-Cher, Mai 2022 |                      |                                                                                |                                                                                |
| Streckennummer (SNCF): | 591 000              |                                                                                |                                                                                |
| Streckenlänge: | 54,8 km              |                                                                                |                                                                                |
| Spurweite: | 1435 mm (Normalspur) |                                                                                |                                                                                |
| Maximale Neigung: | aktuell 5 ‰          |                                                                                |                                                                                |
| |                      |                                                                                |                                                                                |
| \| \| \| Bahnstrecke Vierzon–Saint-Pierre-des-Corps von Vierzon \| \| \| \| 223,8123,3 \| Villefranche-sur-Cher \| 98 m \| \| \| \| Bahnstrecke Vierzon–Saint-Pierre-des-Corps n. St-Pierre-des-C. \| \| \| \| \| Aérodrome de Romorantin-Pruniers (LFYR) \| \| \| \| 127,0 \| A 85 \| A 85 \| \| \| \| \| \| \| \| \| \| \| \| \| \| Ausbauende und Chemin de fer du Blanc-Argent (Meterspur) von Le Blanc \| \| \| \| \| \| \| \| \| ~130,4 \| Route de Selles sur cher (ehem. N 724) \| Route de Selles sur cher (ehem. N 724) \| \| \| 131,0 \| Romorantin \| 88 m \| \| \| 131,2 \| Sauldre (42 m) \| Sauldre (42 m) \| \| \| \| Chemin de fer du Blanc-Argent nach Salbris \| \| \| \| ~141,5 \| D 765 (ehem. N 765) \| D 765 (ehem. N 765) \| \| \| 142,7 \| Mur-de-Sologne \| 115 m \| \| \| 151,1 \| Fontaines-Soings \| 96 m \| \| \| 159,0 \| Cour-Cheverny \| 89 m \| \| \| 161,9 \| Beuvron (35 m) \| Beuvron (35 m) \| \| \| 164,7 \| Mont-près-Chambord \| 94 m \| \| \| \| \| \| \| \| ~164,9 \| D 923 (ehem. N 723) und Blois–Lamotte-Beuvron über Neung (TLC, 1 m, 1905–1933) \| D 923 (ehem. N 723) und Blois–Lamotte-Beuvron über Neung (TLC, 1 m, 1905–1933) \| \| \| \| \| \| \| \| 168,1 \| Cosson \| Cosson \| \| \| ~170,0 \| Blois–Orléans über Cléry (TELC, 1 m, 1913–1933) \| Blois–Orléans über Cléry (TELC, 1 m, 1913–1933) \| \| \| ~170,4 \| Vineuil-Saint-Claude \| 84 m \| \| \| \| D 951 (ehem. N 751) \| \| \| \| 172,3 \| Loire (Viaduct des Noëls seit 1944 zerstört; 1005 m) \| Loire (Viaduct des Noëls seit 1944 zerstört; 1005 m) \| \| \| ~172,3 \| D 2152 (ehem. N 152) \| D 2152 (ehem. N 152) \| \| \| 173,7 \| Bahnstrecke Paris–Bordeaux von Paris-Austerlitz \| Bahnstrecke Paris–Bordeaux von Paris-Austerlitz \| \| \| 174,9 \| Ausbauende \| Ausbauende \| \| \| \| Industrieanschluss \| \| \| \| \| ehem. Trassenführung (bis 1973[1]) \| \| \| \| \| D 956 (Zubringer A 10) \| \| \| \| \| \| \| \| \| ~178,1 \| D 924 (ehem. N 824) \| D 924 (ehem. N 824) \| \| \| \| TLC nach Oucques \| \| \| \| 178,665,7 \| Bahnstrecke Pont-de-Braye–Blois von Pont-de-Braye \| Bahnstrecke Pont-de-Braye–Blois von Pont-de-Braye \| \| \| 65,9178,9 \| \| \| \| \| \| TELC und TLC von Neung und Cléry \| \| \| \| 179,8 \| Blois \| 100 m \| \| \| \| TLC n. Châteaurenault u. Neung, TELC (elektr.) n. Selles-s-C. \| \| \| \| \| Bahnstrecke Paris–Bordeaux nach Bordeaux-St-J. \| \| |                      |                                                                                |                                                                                |
| |                      | Bahnstrecke Vierzon–Saint-Pierre-des-Corps von Vierzon                         |                                                                                |
| Bahnhof | 223,8123,3           | Villefranche-sur-Cher                                                          | 98 m                                                                           |
| Abzweig geradeaus und nach links |                      | Bahnstrecke Vierzon–Saint-Pierre-des-Corps n. St-Pierre-des-C.                 | Bahnstrecke Vierzon–Saint-Pierre-des-Corps n. St-Pierre-des-C.                 |
| Strecke · Betriebsstelle Streckenanfang |                      | Aérodrome de Romorantin-Pruniers (LFYR)                                        | Aérodrome de Romorantin-Pruniers (LFYR)                                        |
| Strecke mit Straßenbrücke | 127,0                | A 85                                                                           | A 85                                                                           |
| Abzweig geradeaus und ehemals von links · Strecke nach rechts |                      |                                                                                |                                                                                |
| |                      |                                                                                |                                                                                |
| U-Bahn-Strecke von links |                      | Ausbauende und Chemin de fer du Blanc-Argent (Meterspur) von Le Blanc          | Ausbauende und Chemin de fer du Blanc-Argent (Meterspur) von Le Blanc          |
| |                      |                                                                                |                                                                                |
| Bahnübergang · U-Bahn-Bahnübergang | ~130,4               | Route de Selles sur cher (ehem. N 724)                                         | Route de Selles sur cher (ehem. N 724)                                         |
| Bahnhof · U-Bahn-Bahnhof | 131,0                | Romorantin                                                                     | 88 m                                                                           |
| Brücke über Wasserlauf | 131,2                | Sauldre (42 m)                                                                 | Sauldre (42 m)                                                                 |
| |                      | Chemin de fer du Blanc-Argent nach Salbris                                     |                                                                                |
| Bahnübergang (Strecke außer Betrieb) | ~141,5               | D 765 (ehem. N 765)                                                            | D 765 (ehem. N 765)                                                            |
| | 142,7                | Mur-de-Sologne                                                                 | 115 m                                                                          |
| Bahnhof (Strecke außer Betrieb) | 151,1                | Fontaines-Soings                                                               | 96 m                                                                           |
| Bahnhof (Strecke außer Betrieb) | 159,0                | Cour-Cheverny                                                                  | 89 m                                                                           |
| Brücke über Wasserlauf (Strecke außer Betrieb) | 161,9                | Beuvron (35 m)                                                                 | Beuvron (35 m)                                                                 |
| Bahnhof (Strecke außer Betrieb) | 164,7                | Mont-près-Chambord                                                             | 94 m                                                                           |
| |                      |                                                                                |                                                                                |
| U-Bahn-Strecke quer · Bahnübergang · U-Bahn-Strecke quer | ~164,9               | D 923 (ehem. N 723) und Blois–Lamotte-Beuvron über Neung (TLC, 1 m, 1905–1933) | D 923 (ehem. N 723) und Blois–Lamotte-Beuvron über Neung (TLC, 1 m, 1905–1933) |
| |                      |                                                                                |                                                                                |
| Brücke über Wasserlauf (Strecke außer Betrieb) | 168,1                | Cosson                                                                         | Cosson                                                                         |
| Kreuzung mit U-Bahn (Strecken außer Betrieb) | ~170,0               | Blois–Orléans über Cléry (TELC, 1 m, 1913–1933)                                | Blois–Orléans über Cléry (TELC, 1 m, 1913–1933)                                |
| Bahnhof (Strecke außer Betrieb) | ~170,4               | Vineuil-Saint-Claude                                                           | 84 m                                                                           |
| Strecke Anfang Hochstrecke (außer Betrieb) |                      | D 951 (ehem. N 751)                                                            | D 951 (ehem. N 751)                                                            |
| Strecke unter Wasserlauf Ende Hochstrecke (Strecke außer Betrieb) | 172,3                | Loire (Viaduct des Noëls seit 1944 zerstört; 1005 m)                           | Loire (Viaduct des Noëls seit 1944 zerstört; 1005 m)                           |
| Strecke mit Straßenbrücke (Strecke außer Betrieb) | ~172,3               | D 2152 (ehem. N 152)                                                           | D 2152 (ehem. N 152)                                                           |
| Kreuzung geradeaus unten (Strecke geradeaus außer Betrieb) | 173,7                | Bahnstrecke Paris–Bordeaux von Paris-Austerlitz                                | Bahnstrecke Paris–Bordeaux von Paris-Austerlitz                                |
| | 174,9                | Ausbauende                                                                     | Ausbauende                                                                     |
| |                      | Industrieanschluss                                                             |                                                                                |
| |                      | ehem. Trassenführung (bis 1973)                                                |                                                                                |
| Strecke mit Straßenbrücke |                      | D 956 (Zubringer A 10)                                                         | D 956 (Zubringer A 10)                                                         |
| |                      |                                                                                |                                                                                |
| Bahnübergang | ~178,1               | D 924 (ehem. N 824)                                                            | D 924 (ehem. N 824)                                                            |
| U-Bahn-Strecke von links (außer Betrieb) · Kreuzung · U-Bahn-Strecke quer |                      | TLC nach Oucques                                                               | TLC nach Oucques                                                               |
| Abzweig geradeaus und von rechts | 178,665,7            | Bahnstrecke Pont-de-Braye–Blois von Pont-de-Braye                              | Bahnstrecke Pont-de-Braye–Blois von Pont-de-Braye                              |
| Abzweig geradeaus und von links | 65,9178,9            |                                                                                |                                                                                |
| Strecke · U-Bahn-Strecke von links (außer Betrieb) |                      | TELC und TLC von Neung und Cléry                                               | TELC und TLC von Neung und Cléry                                               |
| Bahnhof · U-Bahn-Bahnhof | 179,8                | Blois                                                                          | 100 m                                                                          |
| U-Bahn-Abzweig quer und nach links (Strecke außer Betrieb) · Kreuzung · U-Bahn-Abzweig nach links und nach rechts (Strecke außer Betrieb) |                      | TLC n. Châteaurenault u. Neung, TELC (elektr.) n. Selles-s-C.                  | TLC n. Châteaurenault u. Neung, TELC (elektr.) n. Selles-s-C.                  |
| |                      | Bahnstrecke Paris–Bordeaux nach Bordeaux-St-J.                                 |                                                                                |

Die Bahnstrecke Villefranche-sur-Cher–Blois ist eine normalspurige, größtenteils abgebaute, eingleisige Eisenbahnstrecke im französischen Département Loir-et-Cher. Von den ursprünglich 54,8 km Länge sind noch etwa elf Kilometer befahrbar.

## Geschichte
Ihren Ausgangspunkt hat die Strecke im südöstlich gelegenen Villefranche-sur-Cher, von wo aus die Bahngesellschaft Chemin de fer de Paris à Orléans (PO) zunächst bis Romorantin eine 7,2 km lange Strecke errichtete. Die Konzession dazu wurde am 26. Juli 1868 zwischen dem Minister für öffentliche Arbeiten und der PO unterzeichnet. Bereits am 23. Dezember 1872 konnte dieser Teil für den Verkehr freigegeben werden.

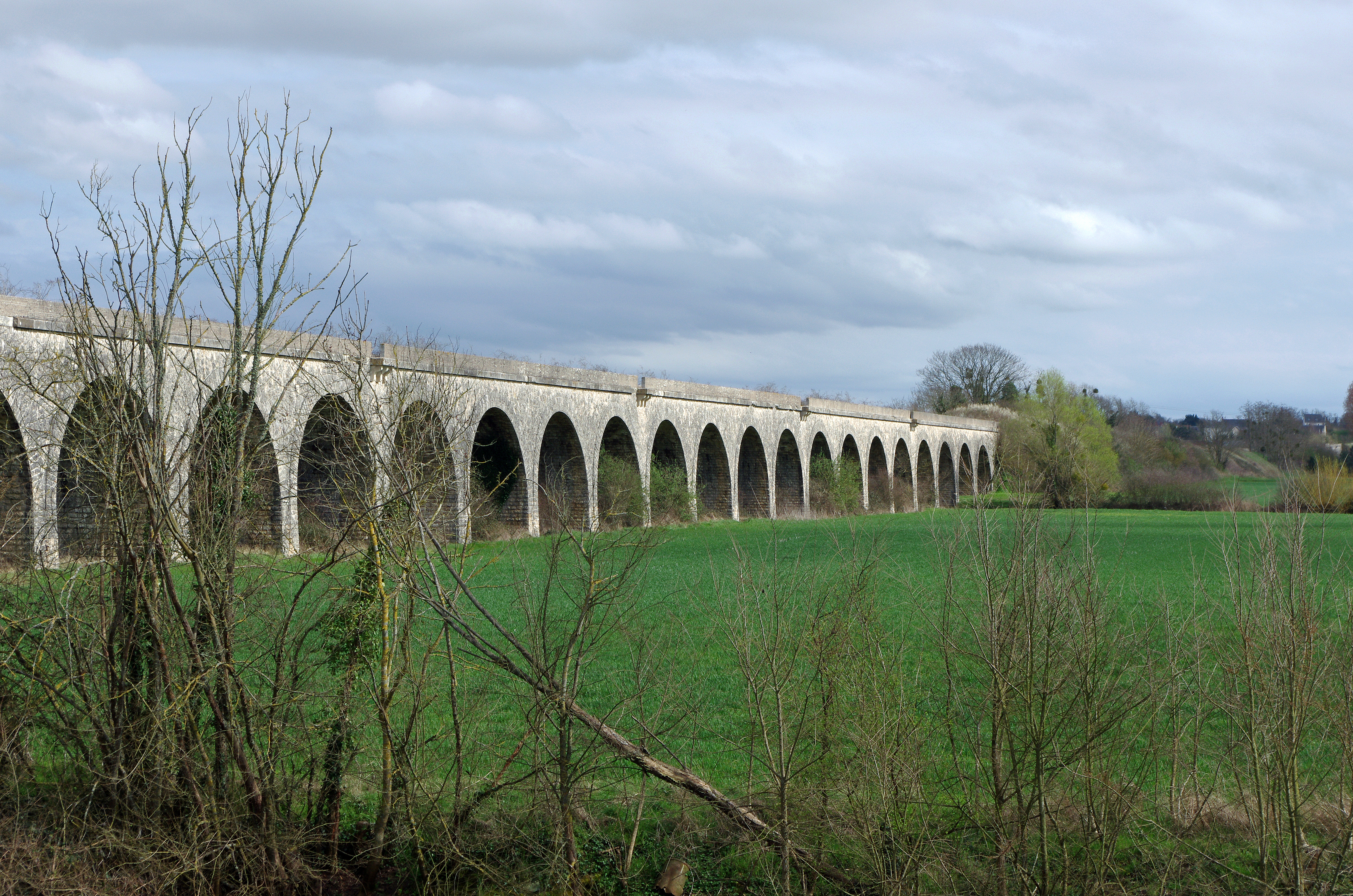
Viaduct des Noëls, 2016

Der weitere Bau der Strecke erfolgte am 29. Oktober 1883 auf 39,4 km bis Vineuil-Saint-Claude und ein Jahr später, am 31. Oktober 1884, im verbliebenen, gut 8 km langen Abschnitt Vineuil-Saint-Claude–Blois. Nördlich von Blois traf man auf die zwei Jahre zuvor fertiggestellte Bahnstrecke Pont-de-Braye–Blois, an die man anknüpfte. Dabei war das gut 1000 m lange Gitterträger-Brückenbauwerk über die Loire bei Les Noël, das dem Zweiten Weltkrieg zum Opfer fiel. Am linken Ufer stehen noch drei Brückenpfeiler im Wasser und erinnern daran. Im Vorfeld dieser Brücke wurde eine 300 m lange Brückenkonstruktion aus 27 Steinbögen und nahe von Noël mit ca. 170 m und 14 Steinbögen gebaut, die noch heute der Landschaft ihr Gepräge verleiht.
Entsprechend wurde nach dem Krieg der Verkehr nicht wieder aufgenommen, nachdem er am 15. Mai 1939 für den Personen- und am 11. Juni 1944 für den Güterverkehr eingestellt worden war. Zum 1. November 1953 ruhte dann auch der Verkehr zwischen Vineuil-Saint-Claude und Romorantin, weil auf der Strecke keine industrielle Gleisanlieger zu bedienen waren. 1973 musste die Trasse im Stadtgebiet von Blois um wenige hundert Meter verschwenkt und mit der Bahnstrecke Paris–Bordeaux gebündelt werden, um Platz für den Straßenbau zu schaffen. Wenig später ging die D 956 in Betrieb, die als Autobahnzubringer zur A 10 diente. Erst am 18. November 1979 wurde das eineinhalb Kilometer lange Streckenstück zwischen dem Industriegebiet Blois (BK 174,5) und dem rechten Brückenkopf (BK 173,0) entwidmet.
Außer den beiden Gleisstummeln am Streckenbeginn und -ende ist sie heute vollständig stillgelegt, größtenteils entwidmet und teilweise abgebaut. Viele Abschnitte sind aber noch intakt oder lassen zumindest Rückschlüsse auf ihre ursprüngliche Verwendung zu wie zahlreiche Bahnwärterhäuser und Bahnhöfe, die teils privatisiert wurden. Die Brücke Les Noël ist begehbar. Die Gleise sind in diesem Abschnitt noch vorhanden.

## Sekundärbahnen
Zahlreiche Sekundärbahnen – alle auf Meterspur – waren oder sind entlang der Strecke in Betrieb. Die bedeutendste ist die heute mehr als 100 km lange Chemin de fer du Blanc-Argent, die in ihrer größten Ausdehnung mehr als 190 km Länge besaß. Sie ging in den ersten Jahren des 20. Jahrhunderts in Betrieb und fährt noch immer, seit 2001 unter der Regie von Keolis, einer hundertprozentigen Tochter der SNCF.
Strecken weiterer zwei ehemaliger Bahngesellschaften kreuzten die Gleise dieser Verbindung zwischen Villefranche und Blois: Die unter Oberleitung fahrende Tramways électriques de Loir-et-Cher (TELC) führte von Orléans bis Blois und von dort weiter bis Amboise im Westen und Selles-sur-Cher im Süden. Außerdem war in Blois der Knotenpunkt verschiedener dampfbetriebener Strecken der Compagnie des tramways de Loir-et-Cher (TLC), die sternförmig die Mittelstadt verließen.